# Alumnus
Een alumnus (mv/m alumni, vr alumna,  mv/vr  alumnae) is oud-student(e) van een universiteit of hogeschool. Een alumnus is vaak ook een afgestudeerde van het instituut, maar dit hoeft niet per se. Het woord is afkomstig uit het Latijn en betekent 'pleegzoon' of 'leerling'.
Universiteiten en hogescholen in Vlaanderen en Nederland besteden steeds meer aandacht aan het onderhouden van goede contacten met hun alumni, dit voor het verkrijgen van donaties en het regelen van stageplaatsen of banen voor hun studenten.
Het onderhouden van contacten met oud-studenten gebeurt veelal in de vorm van (netwerk)borrels (zoals zogenoemde gaudies voor oud-studenten van de Universiteit van Oxford) en thema-activiteiten, alsmede het periodiek toezenden van een tijdschrift. Zowel opleidingsgerelateerde als actuele onderwerpen kunnen hierbij aan bod komen. Traditioneel gezien hebben alumni van universiteiten een sterke(re) band met hun universiteit, meer dan hogeschoolstudenten hebben met hun hogeschool. Veel hogescholen proberen hier echter verandering in te brengen.